# Motilla del Palancar
Motilla del Palancar és un municipi de la província de Conca a la comunitat autònoma de Castella la Manxa, situat al sud de la província a 68 km de Conca. Té una superfície de 73,70 i en el cens de 2023 tenia 6.119 habitants. El codi postal és 16200. La localitat és travessada per l'antiga N-3 i es troba a un parell de quilòmetres de l'autovia A-3.

## Demografia
| 2001  | 2002  | 2003  | 2004  | 2005  | 2006  | 2007  | 2021  |  |
| ----- | ----- | ----- | ----- | ----- | ----- | ----- | ----- |  |
| 5.163 | 5.244 | 5.390 | 5.497 | 5.551 | 5.620 | 5.653 | 5.964 |  |

## Administració
| Període      | Nom de l'alcalde/-essa | Partit polític | Data de possessió |
| ------------ | ---------------------- | -------------- | ----------------- |
| 1979 - 1983  | Juan Toledo            | PCE            | 19/04/1979        |
| 1983 - 1987  | Gabriel Monedero       | AP             | 28/05/1983        |
| 1987 - 1991  | Luis Gabaldón          | PSOE           | 30/06/1987        |
| 1991 - 1995  | Ángel Villora          | PP             | 15/06/1991        |
| 1995 - 1999  | Ángel Villora          | PP             | 17/06/1995        |
| 1999 - 2003  | Jose María Toledo      | PSOE           | 03/07/1999        |
| 2003 - 2007  | Jose María Toledo      | PSOE           | 14/06/2003        |
| 2007 - 2011  | Jose María Toledo      | PSOE           | 16/06/2007        |
| 2011 - 2015  | n/d                    | n/d            | 11/06/2011        |
| 2015 - 2019  | n/d                    | n/d            | 13/06/2015        |
| 2019 - 2023  | n/d                    | n/d            | 15/06/2019        |
| Des del 2023 | n/d                    | n/d            | 17/06/2023        |

## Fills i filles il·lustres
- Enrique García Martínez